# Bartolo Longo
Blahoslavený Bartolo Longo (10. února 1841, Latiano – 5. října 1926, Pompei) byl italský katolický laik, rytíř velkého kříže Řádu Božího Hrobu, komtur Řádu svatého Řehoře Velikého a dominikánský terciář.

## Mládí

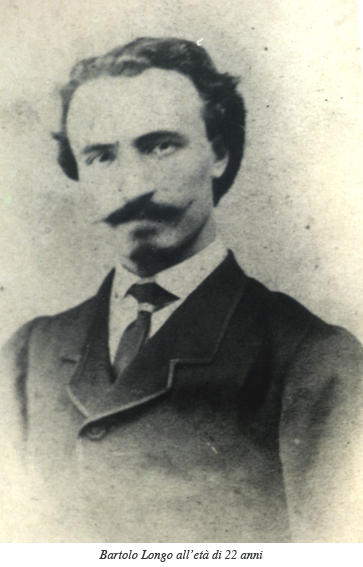
Bartolo Longo ve 22 letech

Narodil se 10. února 1841 v Latianu v bohaté rodině. Jeho rodiče byli oddaní římští katolíci. Roku 1851 mu zemřel otec a jeho matka se znovu vdala. Roku 1861 začal studovat právo na Univerzitě v Neapoli.
V roce 1860 se katolická církev v Itálii ocitla v rozporu se silným nacionalistickým hnutím. Generál Giuseppe Garibaldi, který hrál klíčovou roli ve sjednocení Itálie, viděl papeže jako antagonistu k italskému nacionalismu a aktivně propagoval odstranění papežského úřadu. Katolická církev v Evropě musela bojovat proti popularitě spiritualismu a okultismu. Mnoho studentů Univerzity v Neapoli se zúčastnilo demonstrace proti papeži. Longo se zapletl se do skupiny, která ho vedla do Satanistického kultu. Po nějakém studiu a s několika "duchovními" zážitky Longo řekl, že byl vysvěcen na satanského kněze.

## Konverze
V následujících letech Longův život zakusil deprese, nervozitu a zmatek. Obrátil se na rodinného přítele Vincenza Pepeho, aby ho vedl. Byl to Pepe, který ho přesvědčil, aby se vzdal satanismu a zavedl jej k dominikánskému otci Albertu Radentemu, který ho vedl k oddanosti růženci. Dne 7. října 1871 vstoupil k dominikánským terciářům a přijal jméno "Rosario". V této době údajně navštívil seanci a zvedl růženec a prohlásil: "Vzdávám se spiritualismu, protože to není nic jiného než bludiště chyb a lži." Znal se také s několika františkány, s nimiž pomáhal chudým a nevyléčitelně nemocným. Bartolo také udržoval svou advokátní praxi, která ho zavedla do Pompei, kde se staral o záležitosti hraběnky Marianny Farnararo De Fusco.
V Pompeiích mluvil s lidmi o Bohu a poznal jejich hrozný nedostatek katecheze. Longo psal o svých osobních bojích s duševním onemocněním, paranoii, depresích a úzkosti. Přiznal, že chtěl spáchat sebevraždu, ale tento čin odmítl, když si připomněl slib sv. Dominika "Kdo propaguje můj růženec, bude spasen".

## Svatyně Panny Marie Růžencové v Pompei

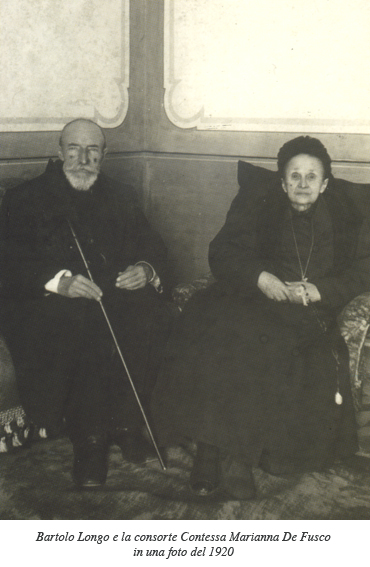
Bartolo Longo a hraběnka Mariana di Fusco

S pomocí hraběnky Marianny de Fusco slavnostně otevřeli Bratrstvo sv. růžence a v říjnu 1873 začala obnova zchátralého kostela. Sponzoroval festival na počest Panny Marie Růžencové.
V roce 1875 Longo získal jako dárek malbu zobrazující Pannu Marii Růžencovou, se sv. Dominikem a sv. Kateřinou Sienskou. Obraz byl v hrozném stavu. Longo ho nechal opravit a umístil ho do kostela. U obrazu se údajně stalo několik zázraků. Údajné zázraky začaly být hlášeny a lidé se začali hrnout houfně do kostela. Longo byl povzbuzen biskupem z Noli zahájit výstavbu většího kostela. Základní kámen byl položen 8. května 1876. Kostel byl vysvěcen v květnu 1891 kardinálem La Vallettou (zastupujícím Lva XIII.). Roku 1939 byl povýšen na baziliku a dnes je známá pod jménem: Bazilika Panny Marie Nejsvětějšího růžence v Pompei.

## Pozdější život a smrt

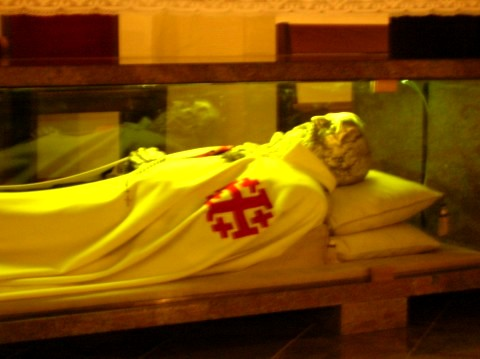
Tělo Bartola Longa

Na popud papeže Lva XIII. Bartolo Longo a hraběnka Mariana de Fusco byli oddáni 7. dubna 1885. Drželi zásadu abstinence pohlavního styku a pokračovali v pomáhání dětem, dětem vězňů. Roku 1906 věnoval celý majetek Pompeiské svatyně Svatému Stolci. Longo dále podporoval růženec až do své smrti 5. října 1926 ve věku 85 let. Jeho tělo odpočívá ve skleněné rakvi a je oblečen do pláště Rytířů Řádu Božího Hrobu v bazilice v Pompei.

## Úcta
Jeho beatifikační proces započal dne 14. července 1967, čímž obdržel titul služebník Boží. Dne 3. října 1975 jej papež sv. Pavel VI. podepsáním dekretu o jeho hrdinských ctnostech prohlásil za ctihodného. Dne 13. července 1979 byl uznán zázrak na jeho přímluvu, potřebný pro jeho blahořečení.
Blahořečen byl na Svatopetrském náměstí dne 26. října 1980 papežem sv. Janem Pavlem II., který ho nazýval "Apoštolem Růžence". Dne 24. února 2025 podepsal papež František dekret, povolující jeho svatořečení. Svatořečen pak bude 19. října 2025 na Svatopetrském náměstí papežem Lvem XIV.